# Ronnie Drew
Pour les articles homonymes, voir Drew.
Ronald Drew (nom irlandais : Ránall Ó Draoi) né le 16 septembre 1934 à Dún Laoghaire dans l'agglomération dublinoise et mort le 16 août 2008 à Dublin est un chanteur irlandais et un musicien de musique folk, qui a atteint une renommée internationale grâce à sa carrière de cinquante ans avec le groupe, The Dubliners. Il est né à Dún Laoghaire, dans le comté de Dublin.

## Carrière
Dans les années 1950, Drew émigre en Espagne pour enseigner l'anglais et apprendre l'espagnol et la guitare flamenco. Quand il retourne en Irlande, il joue au Gate Theatre avec John Molloy et peu après, fait de la musique son principal métier. Dans le même temps, il exerce une multitude de professions, dont opérateur téléphonique à Dublin.
En 1962, il fonde le Ronnie Drew Group avec Luke Kelly, Barney McKenna et Ciaran Bourke. Ils changent rapidement le nom du groupe pour The Dubliners, avec John Sheahen qui les rejoint peu après pour former le groupe dans sa forme définitive. Ils jouent d'abord au O'Donoghue's Pub à Merrion Row, Dublin 2 où ils sont souvent accompagnés par Mary Jordan à la petite cuillère et par la chanteuse Ann Mulqueen, une amie de Barney. La mère de Mary, Peggy Jordan, les fait entrer à l'Abbey Tavern à Howth, où ils deviennent des habitués du lundi soir. Ils jouent aussi de l'autre côté de la rue au Royal Hotel. Le groupe jouent aussi jusqu'au bout de la nuit dans la maison de Peggy sur Kenilworth Square à Rathgar et dans l'appartement de John Molloy à Ely Place, non loin du O'Donoghue's. Ronnie quitte le groupe en 1974, le rejoint à nouveau en 1979 et le quitte finalement pour de bon en 1995, bien qu'il participe avec le groupe à la fête pour leur 40 ans.
Après 1995, Drew poursuit une carrière solo. Il a enregistré avec de nombreux artistes dont Christy Moore, The Pogues, Antonio Breschi, les Dropkick Murphys, Eleanor Shanley et le breton Gilles Servat.
Il est aussi connu pour avoir participé à une campagne pour encourager l'utilisation du tramway de Dublin, le DART, et enregistre avant cela les publicités '"My Dublin"' pour les stations de radios 98FM et FM104. Il a aussi raconté les histoires d'Oscar Wilde avec sa voix reconnaissable lors d'une série de CD éditée par le journal News of the World.
Le 22 août 2006, il est honoré lors d'une cérémonie lors de laquelle l'empreinte de ses mains est ajoutée au "walk of fame" devant le Gaiety Theatre à Dublin.

## Santé fragile et mort
En septembre 2006, Drew est admis à l'hôpital St. Vincent à Dublin, pour y subir des tests concernant un cancer alors suspecté. L'Evening Herald rapporte que la maladie de Drew est la conséquence d'années d'abus d'alcool. Pourtant, d'après un site de fan des Dubliners, Drew est alors traité pour un cancer de la gorge. (Drew a arrêté l'alcool depuis un certain nombre d'années, avec des rechutes occasionnelles. Néanmoins, il est resté un fumeur régulier.)
Ronnie apparaît dans l'émission irlandaise The Late Late Show le 15 décembre 2006 avec Phil Coulter, où il parle de ses problèmes de santé.
Malgré ses problèmes de santé, Drew participe à l'album produit par Niall Austin, Pearls pour un travail que Drew a réalisé avec Jan Wobble.
Sa femme pendant plus de 40 ans, Deirdre Drew (née McCartan) est morte le 7 juin 2007 à l'hôpital St Vincent. Elle est morte un jour avant le retour sur scène prévu de Ronnie à l'occasion du concert Legends of Irish Folk avec Johnny McEvoy, Ralph McTell et Finbar Furey.
Le 25 octobre 2007, Ronnie Drew donne une interview à RTÉ 1 lors de l'émission Ryan Confidential au sujet de son rôle dans The Dubliners, de sa vie après le groupe et de son cancer de la gorge. C'est la première apparition de Ronnie chauve et sans sa barbe. Plus tard en 2007, Ronnie revient au The Late Late Show, où il évoque la mort de sa femme et sa bataille contre le cancer.
Drew est mort à l'hôpital St. Vincent, à Dublin, le 16 août 2008, à la suite de sa longue maladie et est enterré trois jours plus tard au cimetière de Redford à Greystones.

## Hommages

### La Ballade de Ronnie Drew
Le 19 février 2008 est sortie la chanson '"The Ballad of Ronnie Drew"' interprété par de nombreux artistes irlandais connus, dont U2, Sinéad O'Connor, Christy Dignam du groupe Aslan, Robert Hunter de Grateful Dead, Kíla, Christy Moore, Andrea Corr, Moya Brennan, Shane MacGowan, Bob Geldof, Damien Dempsey, Gavin Friday, Iona Green, Jerry Fish, Paul Brady, Paddy Casey, Mick Pyro, Mundy, Chris de Burgh, Ronan Keating, Jack L, Eleanor Shanley, Mary Black, Declan O'Rourke, Mary Coughlan, Joe Elliott de Def Leppard, The Dubliners and The Chieftains.

### September Song
En 2008, RTE a diffusé un documentaire sur Ronnie Drew en mai, dans le cadre de sa série Arts Lives. Il rassemblait les souvenirs de Ronnie concernant son enfance dans la maison de sa grand-mère à Dún Laoghaire, la fondation des Dubliners au O'Donoghue, l'époque où il partait en tournée à travers le monde, la perte de sa femme et sa propre bataille contre le cancer. September Song contenait aussi des interviews de son fils Phelim, de sa fille Cliodhna, de ses amis et fans comme Bono, Billy Connolly et Damien Dempsey. September Song a été produit par Noel Pearson, auparavant nommé aux Oscars, et dirigé par Sinead O'Brien. Le nom du documentaire vient d'un enregistrement de September Song, la chanson de Kurt Weill et Maxwell Anderson, rendue populaire par ses interprétations successives par de nombreux artistes, dont Frank Sinatra, figure sur l'album solo de Ronnie sorti en 2006, There's Life In The Old Dog Yet.

### Autres
Le groupe de punk celtique américain Dropkick Murphys enregistre la chanson (F)lannigan's Ball, apparaissant sur l'album The Meanest Of Times, avec Ronnie Drew à Dublin quelques mois avant sa mort. Le groupe lui rendra un dernier hommage en dédicaçant la chanson à Drew.
Le groupe folk français The Moorings rend également hommage a Ronnie Drew à travers une version de "Easy and Slow" enregistré en décembre 2008.

## The Last Sessions: A Fond Farewell
Lors des derniers mois avant sa mort, Ronnie a enregistré des chansons avec un style jazz. Des stars de la world music, dont Mary Coughlan et Damien Dempsey, ont rejoint Ronnie à l'occasion de duos sur son dernier album. Ce dernier opus est sorti en novembre 2008 par Celtic Collections.

## Discographie solo
- Ronnie Drew (1975)
- Guaranteed (1978)
- Dirty Rotten Shame (1995)
- The Humour Is On Me Now (1999)
- A Couple More Years (avec Eleanor Shanley) (2000)
- An Evening With Ronnie Drew (2004)
- The Magic Of Christmas (2004) (apparition comme invité)
- El Amor De Mi Vida (avec Eleanor Shanley) (2006)
- A New World (EP) (2006)
- There's Life In The Old Dog Yet (2006)
- Pearls (avec Grand Canal) (2007)
- The Last Session: A Fond Farewell (2008)